# Meghna (Bangladesh)
Meghna è un sottodistretto (upazila) del Bangladesh situato nel distretto di Comilla, divisione di Chittagong. Conta una popolazione di 112.453  abitanti (censimento 2011).